# Lysenkoismo

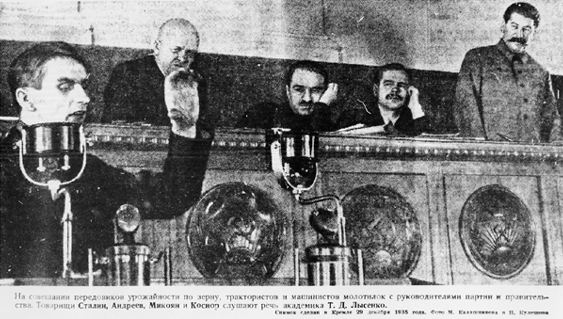
Lysenko nel 1935 mentre tiene un discorso al Cremlino. Dietro di lui sono presenti (da sinistra verso destra) Stanislav Kosior, Anastas Mikojan, Andrej Andreev e Iosif Stalin.

Il lysenkoismo è stata una campagna politica condotta da Trofim Lysenko, i suoi sostenitori e dalle autorità sovietiche contro la genetica e l'agricoltura basata sulla scienza. Lysenko fu direttore della Accademia pansovietica Lenin delle scienze agrarie (VASChNL) dell'Unione Sovietica. Il lysenkoismo cominciò a diffondersi verso la fine degli anni venti per poi esser abbandonato intorno al 1964.
La teoria di Lysenko rifiutava l'eredità mendeliana ed il concetto di gene, si allontanava dall'evoluzionismo di Charles Darwin rifiutando la selezione naturale. I sostenitori affermavano falsamente di aver scoperto, tra le altre cose, che la segale poteva essere trasformata in grano e il grano in orzo, che le erbacce potevano trasmutare spontaneamente in grano commestibile, e che era stata osservata la "cooperazione naturale" rispetto alla "selezione naturale". Il lysenkoismo promise inoltre straordinari vantaggi nell'agricoltura e nell'allevamento.
Iosif Stalin appoggiò la campagna e più di 3000 scienziati ed accademici tradizionalisti furono licenziati o imprigionati, inoltre numerosi scienziati furono fucilati come parte di una campagna di Lysenko per sopprimere i suoi oppositori. Il presidente dell'Accademia agricola, Nikolaj Vavilov, fu incarcerato mentre la ricerca scientifica nel campo della genetica fu completamente distrutta fino alla morte di Stalin nel 1953. La ricerca e l'insegnamento nei campi della neurofisiologia, biologia cellulare e in molte altre discipline della biologia furono influenzate negativamente o bandite.

## In agricoltura
Nel 1928 Trofim Lysenko, agronomo fino ad allora sconosciuto, sostenne di aver sviluppato una tecnica agricola chiamata vernalizzazione, in grado di triplicare o quadruplicare la resa agricola esponendo i semi del grano ad alti livelli di umidità e a bassa temperatura. Mentre il freddo e l'umidità fanno parte del normale ciclo di vita dei cereali invernali, questa tecnica prometteva di aumentare la resa aumentando l'intensità dell'esposizione, in alcuni casi piantando i semi inumiditi nel manto di neve dei campi gelidi. In realtà, la tecnica non era né nuova (infatti era nota sin dal 1854 e studiata durante i venti anni precedenti) né produceva la resa auspicata, sebbene vi fosse stato qualche aumento nella produzione.
Quando Lysenko iniziò le sue ricerche nell'Unione Sovietica degli anni trenta, l'agricoltura del paese era in piena crisi a causa della collettivizzazione forzata delle fattorie e lo sterminio di massa dei kulaki. La conseguente carestia spinse il popolo ed il governo a cercare qualsiasi soluzione alla mancanza critica di cibo. Le pratiche della vernalizzazione di Lysenko ottennero una resa di poco maggiore nella produzione di cibo nelle fattorie ed egli fu presto accettato come eroe dell'agricoltura sovietica.
Molti agronomi formatisi prima e dopo rivoluzione russa in seguito furono contrari alle politiche di collettivizzazione forzata; inoltre, tra i biologi dell'epoca il tema più popolare non era collegato all'agricoltura, bensì alla nuova genetica emergente con gli studi sulla Drosophila melanogaster o moscerino della frutta. Le drosofile si rivelarono utili semplificando la verifica di teorie genetiche come le leggi di Mendel.
Isaak Izrailevič Prezent presentò Lysenko ai media sovietici come un genio che aveva sviluppato una nuova e rivoluzionaria tecnica agricola. In questo periodo la propaganda sovietica si concentrò spesso su storie ispiratrici di contadini che attraverso la loro abilità riuscivano a trovare soluzioni a problemi pratici. L'enorme popolarità di Lysenko gli permise di avere un appoggio per denunciare la genetica teorica e promuovere le proprie pratiche agricole, inoltre ebbe l'appoggio della macchina propagandistica sovietica, che esagerava i suoi successi e ometteva i suoi fallimenti. Questa campagna era inoltre accompagnata da falsi dati sperimentali a sostegno del lysenkoismo prodotti da scienziati in cerca di favori, oltre che dalla distruzione delle controprove alle teorie di Lysenko.

## Ascesa
Il successo politico di Lysenko era principalmente dovuto al suo appello al Partito comunista e all'ideologia sovietica. In seguito alla disastrosa collettivizzazione verso la fine degli anni venti, i "nuovi" metodi di Lysenko furono visti dagli ufficiali come una via per una "rivoluzione agricola". Lo stesso Lysenko proveniva da una famiglia di contadini ed era un ardente sostenitore del leninismo. Durante un periodo in cui assistette ad una serie di disastri agricoli provocati dall'uomo, si dimostrò anche estremamente veloce nel reagire alle problematiche, sebbene non con soluzioni reali. Ogni volta che il partito annunciava dei piani per piantare un nuovo raccolto o coltivare una nuova area, Lysenko proponeva suggerimenti pratici e immediati.
I suoi rimedi - dal trattamento a freddo del grano alla rimozione delle foglie dalle piante di cotone, dalla piantagione degli alberi a gruppi fino a miscele insolite di concimi - venivano adottati così velocemente che i biologi accademici non avevano il tempo di dimostrare l'invalidità o la dannosità di una tecnica prima che ne venisse adottata una nuova. I giornali controllati dal partito acclamavano gli sforzi "pratici" di Lysenko e mettevano in dubbio le argomentazioni dei suoi oppositori. La "rivoluzione agricola" di Lysenko aveva un forte vantaggio propagandistico sugli accademici, che necessitavano della pazienza e dell'osservazione per le loro ricerche scientifiche.
Lysenko fu ammesso nella gerarchia del Partito comunista e fu incaricato degli affari agricoli. Sfruttava la sua posizione per denunciare i biologi come "amanti delle mosche e nemici del popolo" e per denigrare i "sabotatori" della biologia, da lui accusati di danneggiare intenzionalmente l'economia sovietica per farla fallire. Inoltre, negava la distinzione tra la biologia teorica e quella applicata.
Lysenko si presentava come discepolo di Ivan Vladimirovič Mičurin, noto e stimato agronomo sovietico, tuttavia sosteneva una sorta di lamarckismo, insistendo sull'impiegare solamente l'ibridazione e l'innesto come tecniche non genetiche. A ciò seguiva soprattutto l'implicazione che le caratteristiche acquisite di un organismo potessero essere ereditate dai discendenti, motivo per cui Lysenko sosteneva che la vernalizzazione avrebbe garantito una maggiore produttività; inoltre credeva che la capacità dei suoi semi vernalizzati di fiorire più velocemente e di produrre più grano sarebbe stata trasmessa alla generazione successiva dei semi, facendo sì che la vernalizzazione amplificasse ulteriormente il processo.
Il sostegno di Stalin diede a Lysenko ancora più slancio e popolarità. Nel 1935 Lysenko paragonò i suoi avversari in biologia ai contadini che ancora resistevano alla strategia di collettivizzazione del governo sovietico, affermando che i genetisti tradizionali, opponendosi alle sue teorie, si stavano ponendo contro il marxismo. Inoltre, l'appoggio dello stato diede il via libera a Lysenko e all'alleato Isaak Izrailevič Prezent nel calunniare i genetisti che ancora si pronunciavano contro di lui. Molti degli oppositori del lysenkoismo, come il suo ex mentore Nikolaj Ivanovič Vavilov, furono imprigionati o addirittura giustiziati a causa delle denunce di Lysenko e Prezent.
Il 7 agosto 1948 l'Accademia Lenin delle scienze agrarie annunciò che da quel momento in poi il lysenkoismo sarebbe stato insegnato come "l'unica teoria corretta". Gli scienziati sovietici furono costretti a denunciare qualsiasi lavoro che contraddicesse Lysenko. Le critiche a Lysenko furono denunciate come "borghesi" o "fasciste" e analoghe teorie "non borghesi" prosperarono anche in altri ambiti dell'accademia sovietica, come la teoria iafetica. Probabilmente gli unici avversari del lysenkoismo durante il governo di Stalin che riuscirono a sfuggire alla liquidazione provenivano dalla piccola comunità dei fisici nucleari sovietici; osservò Tony Judt: «È significativo che Stalin abbia lasciato i suoi fisici nucleari da soli e che non abbia mai presunto di prevedere i loro calcoli. Stalin sarà stato sicuramente pazzo ma non era stupido».

## In altri paesi
Molti altri paesi del blocco orientale accolsero il lysenkoismo come la "nuova biologia" ufficiale; tuttavia, l'accettazione del lysenkoismo non fu uguale in tutti i paesi comunisti. Ad esempio, in Polonia tutti i genetisti, ad eccezione di Wacław Gajewski, aderirono al lysenkoismo. Anche se a Gajewski non fu permesso il contatto con gli studenti, poté comunque continuare il suo lavoro scientifico nell'orto botanico di Varsavia. Il lysenkoismo fu in seguito rifiutato rapidamente a partire dal 1956 e furono creati nuovi e moderni dipartimenti di ricerca sulla genetica, incluso il primo dipartimento di genetica guidato dallo stesso Wacław Gajewski che fu avviato all'Università di Varsavia nel 1958.
La Cecoslovacchia adottò il lysenkoismo nel 1949. Jaroslav Kříženecký (1896-1964) fu uno dei principali genetisti cecoslovacchi ad opporsi alla dottrina e quando criticò il lysenkoismo nelle sue lezioni, fu licenziato dall'Università agraria nel 1949 con l'accusa di "servire il sistema capitalistico stabilito, considerando se stesso superiore alla classe operaia e ostile all'ordine democratico del popolo" e imprigionato nel 1958. In seguito nel 1963 fu nominato capo del nuovo dipartimento Gregor Mendel nel Museo moravo di Brno, la città in cui Mendel proseguì i suoi primi esperimenti sull'eredità e formulò le leggi dell'ereditarietà dei caratteri.
Nella Repubblica Democratica Tedesca, sebbene sia stato insegnato in alcune università, il lysenkoismo ebbe un impatto molto limitato sulla scienza a causa delle azioni di alcuni scienziati (ad esempio, il genetista e feroce critico del lysenkoismo Hans Stubbe) e ad una frontiera aperta con le istituzioni di ricerca di Berlino Ovest. Oltretutto, le teorie lysenkoiste furono riportate sui libri di scuola fino alle dimissioni di Nikita Chruščëv nel 1964.
Il lysenkoismo dominò forzatamente la scienza cinese dal 1949 al 1956, solo con il "grande balzo in avanti", durante un simposio sulla genetica gli oppositori del lysenkoismo furono autorizzati a criticarlo liberamente e a discutere sulla genetica mendeliana. Nei lavori del simposio, Tan Jiazhen disse che "poiché l'URSS ha iniziato a criticare Lysenko, anche noi ci siamo permessi di criticarlo". Per un certo periodo, fu permesso a entrambe le scuole di pensiero di coesistere, sebbene l'influenza dei lysenkoisti sarebbe rimasta grande per diversi anni.

## Ripercussioni
Dal 1934 al 1940 con le ammonizioni di Lysenko e l'approvazione di Stalin molti genetisti furono giustiziati (tra i quali Isaak Agol, Solomon Levit, Grigorij Levitskij, Georgij Karpečenko e Georgij Nadson) o inviati nei campi di lavoro forzato. Il famoso genetista sovietico e presidente dell'Accademia dell'agricoltura Nikolaj Vavilov fu arrestato nel 1940 e morì in prigione nel 1943. Hermann Joseph Muller (e i suoi insegnamenti sulla genetica) fu criticato come borghese, capitalista, imperialista e promotore del fascismo, trovandosi costretto a lasciare l'URSS, per tornare negli Stati Uniti attraverso la Repubblica Spagnola. Nel 1948, la genetica fu dichiarata ufficialmente una "pseudoscienza borghese" e tutti i genetisti furono licenziati, alcuni anche arrestati, mentre furono interrotte tutte le ricerche relative al campo della genetica.
Oltre 3 000 biologi furono imprigionati, licenziati o giustiziati per aver tentato di opporsi al lysenkoismo e nel complesso, la ricerca scientifica sulla genetica fu efficacemente distrutta fino alla morte di Stalin nel 1953. A causa del lysenkoismo, diminuirono anche i raccolti dei campi agricoli sovietici.
Alla fine del 1952, la situazione iniziò a cambiare, probabilmente a causa del fatto che Stalin iniziava a provare fastidio per la crescente influenza di Lysenko, e gli articoli contrari al lysenkoismo iniziarono ad essere pubblicati sui giornali. Tuttavia, il processo di ritorno alla genetica tradizionale rallentò durante il governo di Nikita Chruščëv, poiché Lysenko continuava a mostrare i presunti successi di un complesso agricolo sperimentale. Ancora una volta fu vietata ogni critica al lysenkoismo, anche se venne concessa la possibilità di esprimere opinioni diverse e tutti i genetisti furono liberati o riabilitati postumi. Il divieto fu revocato soltanto a metà degli anni sessanta. A questo proposito, è molto interessante notare come il romanzo Lunedì inizia sabato dei fratelli Strugackij (1965), sin da subito molto popolare in Unione Sovietica ha come personaggio negativo per eccellenza il professor Vybegallo, ispirato direttamente alla figura di Trofym Lisenko (il personaggio del professor Vybegallo si trova anche ne La favola della Trojka, romanzo satirico del 1967 che fu invece censurato fino alla perestrojka).
Tra gli scienziati occidentali soltanto John Desmond Bernal, professore di fisica al Birkbeck College di Londra e membro della Royal Society, fece un'aggressiva difesa pubblica di Lysenko e alcuni anni dopo scrisse un necrologio su "Stalin come scienziato". Nonostante l'appoggio di Bernal, altri membri della comunità scientifica britannica si ritirarono dal sostegno aperto dell'Unione Sovietica.

## Neolysenkoismo
La parola "neolysenkoismo" è stata occasionalmente utilizzata dai ricercatori sull'ereditarietà come termine peggiorativo nei dibattiti sulla razza e intelligenza e nella sociobiologia per descrivere gli scienziati che apparentemente minimizzano il ruolo dei geni nel plasmare il comportamento umano, come Leon Kamin, Richard Lewontin, Stephen Jay Gould e Barry Mehler.